# Bodilus laterosetosus
Bodilus laterosetosus är en skalbaggsart som beskrevs av Rudolph Petrovitz 1958. Bodilus laterosetosus ingår i släktet Bodilus och familjen Aphodiidae. Inga underarter finns listade.